# Rhetus naevianus
Rhetus naevianus är en fjärilsart som beskrevs av Hans Ferdinand Emil Julius Stichel 1910. Rhetus naevianus ingår i släktet Rhetus och familjen Riodinidae. Inga underarter finns listade.